# NGC 6279
NGC 6279 is een lensvormig sterrenstelsel in het sterrenbeeld Hercules. Het hemelobject werd op 23 oktober 1886 ontdekt door de Amerikaanse astronoom Lewis A. Swift.

## Synoniemen
- UGC 10645
- MCG 8-31-17
- ZWG 252.13
- NPM1G +47.0338
- PGC 59370